# Faraoani
Faraoani (Hongaars: Forrófalva) is een Roemeense gemeente in het district Bacău.
Faraoani telt 5554 inwoners. De overgrote meerderheid van de bevolking is Rooms Katholiek in 2011. Dit duidt op een Csángó achtergrond van de bevolking. Het merendeel van de bevolking spreekt het dialect van de Csángó's. 